# Леденишка кула
Леденишката кула, известна също като Кулата на Шемши бей или Бейската кула, е старинна сграда от XVII век, най-голямата забележителност в с. Леденик, община Велико Търново.

## Постройка
Разположена е в западния край на селото, извисявайки се на скалистия хълм Мела (или Мясъла), врязан като полуостров в коритото на река Янтра.
Сградата е изградена от ломен камък. Считана е за най-високата битова (жилищна) сграда на Балканите, изградена изцяло от камък.

## Музей
Кулата преобразувана в етнографски музей на 3 етажа. 
На 1-вия етаж няма прозорци, има само входна врата с масивна дървена порта със следи от куршуми от времето на Априлското въстание. В бившите 2 изби е разположена етнографската експозиция, в която могат да се видят оръдия на труда за работа на открито – вършачки, кошери, рало и пр., и на закрито – вретено, стан и други. Изложени са също народни носии и предмети от бита.
На 2-рия етаж, с няколко прозорчета, се намират спалнята на Шемши бей и няколко гостни. В тази спалня е само огромното легло на бея (3 пъти по-голямо от съвременна спалня за 2 персони), заемащо почти цялата стая – от единия до другия край. До нея да се стига през друга стая, украсена с типично арабски мотиви според традициите на арабския стил. Спалнята се ползва и за нощувки от туристи.
На 3-тия етаж има 9 издадени покрити балкона. Там се помещават 2 просторни зали (столова и дневна), богато украсени с китеници и дърворезби.

## История и легенди
Кулата е свързана с няколко легенди – за пагубна любов на бейския син, за кърджалийски разбойници в кулата, както и за самата кула.
Смята се, че там е издигнато укрепление още през IV век срещу нашествията на хуните. 
Първите данни за сградата идват от 1650 г., когато е възстановена за обитаване от местния управник. Споменава се името Шемши бей (османски наместник в Търновско), който получил в наследство земя и построил на нея разкошен за времето си сарай, за чието великолепие са се запазили легенди.
До Освобождението на България от османско владичество е опожарявана на 2 пъти от български хайдути.
Единствената реставрация е през 1969 г., после е правен ремонт на покрива през 2013 г. Край кулата са построени ресторант и малък хотел, които към 21. век отново приемат гости.
Неда и бейският син
Според местно предание, единственият син на бея (който тогава живее в зданието и впоследствие се оказва последният му обитател с този ранг) се влюбва в красивата българска мома (девойка) Неда от съседното село Шемшево, оттатък реката. Знахарката (народна лечителка) Мина дава на девойката, която явно иска да избегне зараждането/задълбочаването на връзка помежду им, билка, която да я приспи, така дълбоко, че да изглежда мъртва. Смятайки, че наистина е умряла, младежът се прострелва в сърцето. Беят, оплаквайки смъртта на сина си, дава пари на родителите на Неда за погребване на дъщеря им, но още същата вечер Неда и брат ѝ (вероятно - вече хайдутин) се отправят тайно към Търново. Сред селяните плъзва новината за това и когато и беят я научава, той нарежда да разровят гроба на момичето, където намира ковчег, пълен с камъни, след което за отмъщение всички роднини на девойката, както и билкарката Мина, са изклани на сподвижник на бея на име Аша Чаир, след което пък братът на Неда събира дружината си и напада свитата на бея (него и придружителите му). Момъкът не успява да стигне до самия управник, който от уплаха се преселва в Търново. Именно оттогава леденичани започват да наричат сградата Кулата.
Друга версия гласи, че бейският син се е самоубил, хвърляйки се от т. нар. Скала на влюбените, намираща се на 50 метра от кулата и Неда (в този вариант - влюбена в него) също прави това, след като научава, че той го е сторил.
Кърджалии и хайдути
По времето на кърджалиите (краят на XVIII - началото на XIX век) тяхна орда (или по-скоро - банда) напада село Дряново – разбойниците насилват жени, палят къщи, грабят и убиват. Узун Петко войвода събира чета и ги подгонва. Кърджалиите се скриват в Леденишката кула. Узун Петко вика на помощ своя побратим Мирчо войвода. След проточила се обсада хайдутите сменят тактиката: запалват сено около сградата, за да изкарат навън кърджалиите, под заплахата от задушаване с дим; разбойниците излизат един по един от кулата, а хайдутите, причаквайки ги наоколо, ги избиват.